# Lucky Luciano

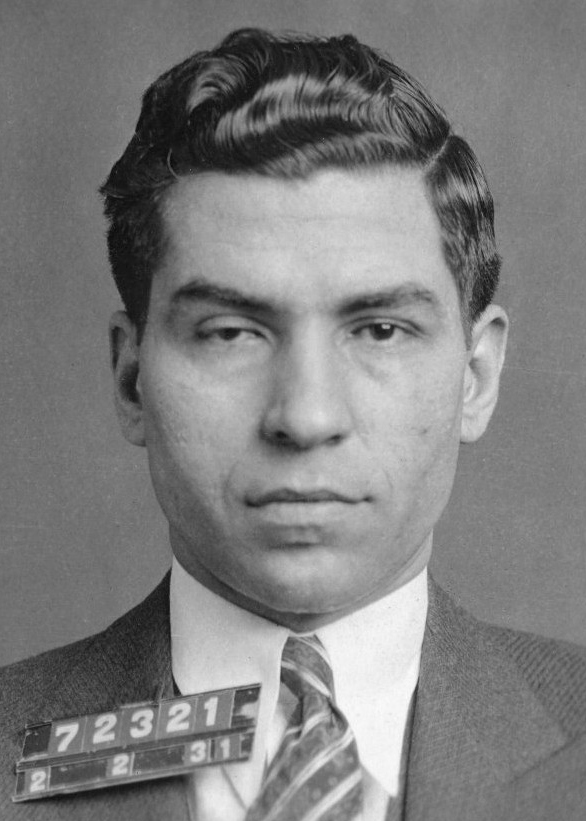
Lucky Luciano, Foto aus den 1930er Jahren

Charles „Lucky“ Luciano, eigentlich Salvatore Lucania (* 24. November 1897 in Lercara Friddi auf Sizilien; † 26. Januar 1962 in Neapel), war ein italoamerikanischer Mobster.
In den 1920er Jahren, während der Prohibition in den Vereinigten Staaten, stieg er mit Alkoholschmuggel, Prostitution, Drogenhandel und Glücksspiel zu einem der Bosse der US-amerikanischen Mafia auf. Luciano errichtete innerhalb dieser 1931 das sogenannte National Crime Syndicate, angeführt von der sogenannten Kommission, einem Gremium in der Art eines Aufsichtsrats in Unternehmen, das das organisierte Verbrechen in den gesamten USA koordinierte und mindestens bis Mitte der 1980er Jahre existierte.
1936 wurde er vor Gericht gestellt und wegen Förderung der Prostitution zu mindestens 30 Jahren Freiheitsstrafe verurteilt. Ab 1942 setzte er sich, mutmaßlich im Auftrag der US-Regierung, für Sicherheit in den Häfen der Ostküste ein, in denen es zuvor zu Sabotage gekommen war. Nach dem Ende des Zweiten Weltkriegs wurde er wegen seiner „Verdienste um das amerikanische Volk“ vorzeitig aus der Haft entlassen – aber nach Italien abgeschoben. Er war mutmaßlich auch von dort aus noch Jahrzehnte lang in den internationalen Drogenhandel verwickelt.
Das Nachrichtenmagazin Time listet ihn in der Time 100: Most Important People of the Century auf und zählt ihn zu den 100 einflussreichsten Persönlichkeiten des 20. Jahrhunderts. Er ist dabei als einer von 20 Vertretern der Kategorie „Macher und Titanen“ aufgeführt.

## Leben

### Frühe Jahre
Salvatore Lucania wurde als Sohn von Antonio und Rosalia Lucania (geb. Cafarella) im etwa 25 km östlich von Corleone auf Sizilien gelegenen Dorf Lercara Friddi geboren, das für seinen Schwefel-Abbau bekannt war. Er hatte zwei Brüder (Bartolomeo, * 1890, und Giuseppe, * 1898) und zwei jüngere Schwestern (Filippia, * 1901, und Concetta, * 1903). Im November 1906 wanderte die Familie in die USA aus. Bei der Ankunft in Ellis Island wurden bei Salvatore die Pocken diagnostiziert; die zurückbleibenden Narben im Gesicht zeichneten ihn fürs Leben. Die Familie siedelte sich in New York City in der Lower East Side, einem überwiegend von Juden bewohnten Viertel, an.
Bereits im Folgejahr 1907 wurde Luciano wegen Ladendiebstahls festgenommen. Danach soll er bereits Schutzgeld von Schülern eingetrieben haben. Wer nicht täglich ein oder zwei Cent zahlte, wurde zusammengeschlagen. Hier ist auch die erste, heute als zweifelhaft geltende Anekdote über Luciano angesiedelt. Demnach soll er sich mit Meyer Lansky deshalb angefreundet haben, weil dieser sich weigerte, zu bezahlen, und in Folge einen guten Kampf abgeliefert haben soll. Jedenfalls stammen aus dieser Zeit die freundschaftlichen Kontakte zwischen Luciano, Meyer Lansky und dessen Freund Dutch Schultz.
Im Alter von 14 Jahren gewann er in einer Spielhalle überraschend 244 US-Dollar und war darüber so glücklich, dass er sich den Beinamen „Lucky“ (engl. der Glückliche) zulegte; so die erste These zur Entstehung seines Spitznamens. 1911 wurde er wegen Schulverweigerung für vier Monate in eine Besserungsanstalt in Brooklyn eingewiesen. Er lernte Frank Costello 1915 in derselben Nacht kennen, als er mit seiner Gang wegen Rowdytums aus einem Theater geworfen worden war. 1916 wurde Luciano zu sechs Monaten verurteilt, da er mit Heroin und Morphin gehandelt hatte; er verbüßte sie in der Haftanstalt Hampton Farms. Nach der Freilassung schloss er sich mit seinem Freund Frank Costello der Five Points Gang an. Dort lernte er u. a. Al Capone, Frankie Yale und Johnny Torrio kennen. Um seiner Familie die Schande zu ersparen, wechselte er seinen Vornamen von Salvatore zu Charles.
1917 sollte Luciano zum Militärdienst eingezogen werden, um im Ersten Weltkrieg in der US Army zu kämpfen, entzog sich der Einberufung aber durch eine absichtliche Infektion mit Chlamydien.

### Kriminelle Karriere
Obwohl Luciano – wie Costello – Mitglied in der italienischen Five Points Gang war, die sich mit der Eastman Gang spektakuläre Massenschießereien geliefert hatte, unterhielten sie weiterhin Kontakt zu Lansky, der mit Bugsy Siegel inzwischen als „Bugs and Meyer Mob“ bekannt geworden war. Allerdings ging das klassische Bandenwesen in New York City ohnehin seinem Ende entgegen, und in den zunächst ethnisch orientierten Banden hatten sich bereits übergreifende Zusammenarbeiten angedeutet.
Als Capo di tutti i capi (it.: Boss aller Bosse) über die sizilianischen Gangster von New York kann zum damaligen Zeitpunkt Joe „The Boss“ Masseria angesehen werden. Er hatte sich innerhalb der Morello-Familie, des Vorläufers der späteren Genovese-Familie, als Oberhaupt durchgesetzt, und sogar der aus der Haft entlassene Peter Morello hatte sich ihm untergeordnet. Auch Luciano war diesen Machtverhältnissen unterworfen. Er war 1920 Fahrer und Leibwächter von Masseria geworden und hatte diesen bei der Vorherrschaft im Morello-Terranova-Clan tatkräftig unterstützt: Luciano gilt als mutmaßlicher Mörder von Umberto Valenti, der am 11. August 1922 ermordet wurde.
Im Gegensatz zur Mafia auf Sizilien besaß die amerikanische Cosa Nostra nicht das illegale „Gewaltmonopol“, sondern konkurrierte und kooperierte zwangsläufig mit anderen Gruppen. Zwar agierte Luciano nach der Einführung der Alkoholprohibition im Januar 1920 zunächst als unabhängiger Schmuggler, wodurch er u. a. Vito Genovese und Joe Adonis kennenlernte, aber letztlich wurde die Organisation des illegalen Alkoholhandels durch organisierte Banden abgewickelt und nicht durch Einzelpersonen. Im Stadtgebiet von New York City beherrschten die US-amerikanische Cosa Nostra 25 % und sogenannte Kosher Nostras 70 % des Schwarzmarktes; den Rest teilten sich Iren und andere Gruppierungen.
Als Mentor von Luciano fungierte Arnold Rothstein; den Kontakt hatte Frank Costello hergestellt. Die ethnisch gemischte Gruppierung wurde auch als Broadway Mob bezeichnet, der bei dem überregional organisierten Alkoholschmuggel ein Teil der Seven Group war. Bereits im Jahr 1925 soll Luciano ein Jahreseinkommen von rund 300.000 US-Dollar erzielt haben, was ihn in die Lage versetzte, Politiker wie Big Bill Dwyer zu bestechen. Frank Costello fungierte, obwohl älter, als sein zweiter Mann.

### Krieg von Castellammare
Die Auseinandersetzungen um die Vorherrschaft in New York City gingen weiter. Salvatore Maranzano war mit mehreren Männern von Sizilien entsandt worden, um für Don Vito Cascio Ferro die Kontrolle der US-amerikanischen Cosa Nostra zu übernehmen. Maranzano gewann die Unterstützung der ansässigen Leute aus Castellammare del Golfo, weshalb die Auseinandersetzung mit Masseria als der „Krieg von Castellammare“ bekannt wurde.
Am 16. Oktober 1929 wurde Luciano von drei bewaffneten Männern entführt, zusammengeschlagen, niedergestochen und, an einen Balken gefesselt, in einem verlassenen Lagerhaus auf Staten Island zurückgelassen. Er überlebte nur knapp, konnte sich selbst befreien und bis zum Hylan Boulevard schleppen, wo man ihn fand. Die Polizei soll dies als „glücklich“ bezeichnet haben, woraus die zweite These für das Entstehen seines Beinamens „Lucky“ hergeleitet werden kann. Zu seinen Pockennarben kamen nun solche von den Messerstichen. Über seinen Freund Meyer Lansky erfuhr er, dass nicht Maranzano, sondern Joe Masseria den Mordauftrag gegeben hatte. Masseria war ein „Mustache Pete“ der alten Schule. Die Auffassungen zwischen den alten „Greaseballs“ (engl. Fettklöße), wie Personen wie Masseria auch genannt wurden, und den „Young Turks“ (engl. für Jungtürken) wie Lucky Luciano klafften weit auseinander. Allein schon die Zusammenarbeit von Luciano mit dem Nicht-Sizilianer Frank Costello, einem Mann aus Kalabrien, dürfte Masseria suspekt gewesen sein. Offenbar wollte sich Masseria eines – aus seiner Sicht – potenziellen Risikos entledigen. Allerdings hält sich bis heute auch die ursprüngliche These, Maranzano sei der Anstifter gewesen.
Am 15. August 1930 wurde Peter Morello, ein wichtiger Mann Masserias, ermordet; im dadurch offenkundigen Konflikt wechselte Luciano auf die Seite von Maranzano. Am 15. April 1931 wurde Masseria in Scarpato's Restaurant auf Coney Island erschossen. Nach einer heute als Legende bezeichneten Version handelte es sich um ein Treffen zwischen Luciano und Masseria. Demnach befand sich Luciano gerade im Waschraum, als vier Männer, angeblich Albert Anastasia, Joe Adonis, Bugsy Siegel und Vito Genovese, die Tat verübten. Der Fluchtfahrer soll Ciro Terranova gewesen sein.
Die Verantwortung seiner Organisation für den Mord an Maranzano am 10. September 1931 gilt dagegen als unstrittig. Als dieser Luciano, Genovese, Costello und Al Capone schnell ausschalten wollte, um endlich selbst „Capo di tutti i capi“ zu werden, bediente sich Luciano seines Kontaktes zu Meyer Lansky. Vier Männer Lanskys kamen als Steuerfahnder verkleidet in Maranzanos Büro und töteten ihn.

### National Crime Syndicate
Auch auf Sizilien hatte es schon immer Absprachen zwischen verschiedenen Clans der Mafia gegeben. Überlegungen einer allgemeinen Ordnung in den USA waren bereits durch Johnny Torrio entwickelt worden, den Luciano noch als Mitglied der Five Points Gang kannte, bevor dieser nach Chicago gegangen war. Auch Maranzano war letztlich mit entsprechenden Vorstellungen aus Sizilien gekommen. Allerdings wollte dieser die Fünf Familien von New York und das Chicago Outfit unter seine Herrschaft als Oberboss bringen, während Meyer Lansky und Luciano, auf Ratschlag von Torrio, ein modernes kooperatives Führungssystem, wie in der legalen Wirtschaft auch, vorschwebte.
In dem National Crime Syndicate waren neben den Italienern auch Kosher Nostras vertreten; an die Stelle eines Oberhauptes trat ein Exekutiv-Ausschuss der Familienbosse, die „Commission“, der auch Meyer Lansky angehörte, und in der Luciano als eine Art Vorstandsvorsitzender fungierte. Blutige Familienkriege konnte diese Organisationsform zwar auch nicht verhindern, aber diese Konflikte wurden dadurch in der Regel eingedämmt.
Durch diesen Frieden wurde auch die öffentliche Aufmerksamkeit reduziert, die durch Bandenkriege aufgeschreckt wurde und den Fahndungsdruck der Polizei auf das Organisierte Verbrechen bisher immer erhöht hatte, was z. B. in der Vergangenheit letztlich zur Inhaftierung von Monk Eastman geführt hatte. Geschützt durch korrupte Politiker, Richter und Polizisten würden die Familien des „National Crime Syndicate“ praktisch ungestört ihren Geschäften nachgehen können; zumindest war das die Vorstellung von Lansky und Luciano.

### Die Verurteilung
1933 wurde Fiorello LaGuardia zum Bürgermeister von New York gewählt und bestimmte Thomas E. Dewey zum Sonderankläger. Damit versuchte er die Macht der Tammany Hall zu brechen, denn Dewey wendete sich gegen das organisierte Glücksspiel. Dieses war bereits geschäftliche Grundlage der klassischen Banden wie der Eastman Gang oder der Five Points Gang gewesen und wurde nun insbesondere von Lucianos Jugendfreund Dutch Schultz und seinen Schlägern („Number-Rackets“) organisiert. Per Radio bat Dewey um Informationen und erhielt über 3000 Hinweise. Nachdem Schultz zunächst wegen Steuerhinterziehung angeklagt worden war, ging Dewey gegen Luciano vor, der mit dem mysteriösen Tod der Schauspielerin Thelma Todd in Verbindung gebracht wurde.
Grundlage für Deweys Nachforschungen waren die Aktivitäten von Luciano im Bereich Prostitution und Mädchenhandel, die Luciano bis zu 12 Mio. US-Dollar einbrachten. Luciano entzog sich zunächst dem Prozess durch die Flucht nach Hot Springs in Arkansas, wohin die New Yorker Cosa Nostra durch Owney Madden expandiert hatte. Eigentlich stand die Anklage von Dewey auf schwachen Füßen. So verfügte er lediglich über die Aussagen der drogensüchtigen Prostituierten „Cokey“ Flo Brown, Luciano sei der eigentliche Kopf eines ganzen Prostituiertenringes, und die Verbindung zu deren eigentlichem Zuhälter Dave Betillo basierte auf Aussagen des Personals des Waldorf-Astoria, dass sich Angehörige des Luciano-Mobs und Dave Betillo regelmäßig mit Luciano in dessen Zimmer getroffen hätten.
Noch vor der Urteilsverkündung hatte Luciano versucht, Schultz, der ebenfalls unter Anklage durch Dewey stand, von einem Mord an diesem abzuhalten. Die „Commission“ beschloss deshalb den Tod von Schultz, um Gefahren für die Gesamtorganisation abzuwenden, die die Ermordung des Staatsanwaltes unweigerlich nach sich gezogen hätte. Schultz wurde am 23. Oktober 1935 ermordet.
Der Prozess gegen Luciano begann am 11. Mai 1936.

“Frankly, my witnesses are prostitutes, madams, heels, pimps and ex-convicts. I wish to call to your attention that these are the only witnesses we could possibly have brought here. We can’t get Bishops to testify in a case involving prostitution. And this combination was not run under the arch lights of Madison Square Garden. We have to use the testimony of bad men to convict other bad men.”

„Offen gesagt, meine Zeugen sind Prostituierte, Puffmütter, Rumtreiber, Zuhälter und Ex-Sträflinge. Ich wünsche Ihnen zur Kenntnisnahme mitzuteilen, dass diese Zeugen die einzigen sind, die es möglich war, hierher zu bringen. Man kann keine Bischöfe als Zeugen in einem Prostitutionsfall bekommen. Und diese Vereinigung operierte nicht unter dem grellen Licht des Madison Square Garden. Wir müssen die Aussagen schlechter Männer benutzen, um andere schlechte Männer zu verurteilen.“

Trotz dieser zwielichtigen Zeugen gelang es Moses Polakoff nicht, Luciano erfolgreich zu verteidigen. Insgesamt sagten 68 Zeugen, davon 40 Prostituierte, im Prozess aus, und Luciano wurde zu einer Haftstrafe von 30 bis 50 Jahren verurteilt, die er in der Clinton Correctional Facility in Dannemora im Clinton County (New York) antreten musste; letztlich wurden daraus aber nur zehn Jahre. Die Verurteilung schockierte die Mobster der amerikanischen Cosa Nostra, urteilte später der Pentito Joe Valachi bei seinen eigenen Aussagen vor den US-amerikanischen Behörden.
Während seiner Haftzeit stiftete Luciano der Haftanstalt eine Kirche, deren Altar mit zwei Originaltüren vom Schiff des Entdeckers Ferdinand Magellan ausgestattet wurde.
Formal wurde Vito Genovese der Nachfolger des Cosa Nostra-Clans von Luciano, der seitdem als Genovese-Familie klassifiziert wurde. Ob Vito die Rolle als „acting boss“ des inhaftierten Luciano auf Dauer akzeptiert hätte oder bereits – wie später – weitergehende Ambitionen hegte, ergab sich damals nicht mehr, da Vito sich 1937 auf Grund einer drohenden Mordanklage nach Neapel absetzte. Auf diese Weise wurde Frank Costello Oberhaupt der Familie.

### Zweiter Weltkrieg
Nach dem Angriff der Japaner vom 7. Dezember 1941 auf den Flottenstützpunkt Pearl Harbor in Hawaii gab es auf amerikanischer Seite Vermutungen, in den eigenen Häfen seien Kollaborateure und Spione am Werk.

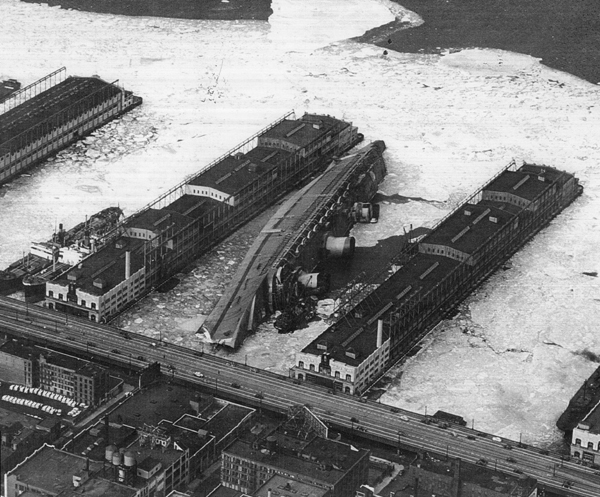
Lafayette gekentert, 22. Februar 1942

Ihren Höhepunkt erreichten diese Vermutungen, als im Februar 1942 das beschlagnahmte französische Passagierschiff Normandie zum Truppentransporter mit dem neuen Namen Lafayette umgerüstet werden sollte. Im Rahmen der Umbauarbeiten brach jedoch, auch begünstigt durch schwere Sicherheitsmängel und Nachlässigkeiten, bei Schweißarbeiten ein Feuer aus, durch das mehrere Arbeiter verletzt wurden und einer starb. Bei der Brandbekämpfung kenterte das Schiff auf Grund des ungleichmäßig aufgenommenen Löschwassers. Gerüchte kamen auf, das Schiff sei der Sabotage deutscher Spione zum Opfer gefallen. Daraus wurde später abgeleitet, die US-Regierung habe sich entschlossen, mit der amerikanischen Cosa Nostra zusammenzuarbeiten, um im Hafen von New York City weitere Anschläge abzuwehren. Ohne Frage wäre Luciano, der über Frank Costello die Hafenarbeiter und über Albert Anastasia die Docks kontrollierte, die Kontaktperson einer solchen Absprache und damit der Vorläufer für die nachgewiesene Kooperation von CIA und Mafia im Falle Kubas (Operation Mongoose) in den 1960er Jahren gewesen.
Zumindest die direkte Zusammenarbeit in Bezug auf die Landung auf Sizilien wird von dem Mafia-Kenner John Dickie jedoch verworfen. Hierfür spricht auch die Unterstützung des italienischen Diktators Benito Mussolini durch Vito Genovese, der für diesen die Ermordung des Arbeiterführers Carlo Tresca am 11. Januar 1943 in New York City organisierte. Die Verfolgung der Mafia auf Sizilien war zu diesem Zeitpunkt längst beendet; erst nach der Landung der Alliierten in Italien wechselte Genovese auf deren Seite.
Allerdings soll es die US Navy gewesen sein, die sich von Mafia-Verbindungen Auskünfte über die italienischen Häfen und dortigen feindlichen Aktivitäten erhoffte.
Demnach war die US Navy nach den ersten Sabotagevermutungen im Zuge der steigenden Erfolge der deutschen U-Boote nach einem Tipp durch den Bezirksanwalt Frank S. Hogan an Joseph „Socks“ Lanza, den herrschenden Mobster über den Fulton Fish Market, herangetreten. Dessen Einfluss war jedoch zu gering, um insbesondere den Widerstand der misstrauischen Hafenarbeiter zu überwinden. Daher riet Lanza dem militärischen Geheimdienst der Marine, sich an den einflussreichen Luciano zu wenden, der trotz seiner Haftstrafe noch immer über Frank Costello seine Macht als Oberhaupt über die Genovese-Familie und das National Crime Syndicate ausüben konnte. Lucianos Arm reichte bis in die Docks und die zuständige Gewerkschaft.
Insbesondere soll am 11. April 1942 ein Frühstück im Restaurant Longchamps in der West 58th Street mit Meyer Lansky, Moses Polakoff (Anwalt von Luciano), dem stellvertretenden Distriktstaatsanwalt Murray I. Gurfein und dem Nachrichtenoffizier Charles R. Haffenden stattgefunden haben. So gelang Ende April 1942 der Kontakt zu Luciano. Da die Entfernung von Lucianos Haftanstalt von Polakoff und Lansky als zu weit betrachtet wurde, um einen ständigen Kontakt einzurichten, schlugen sie vor, ihn nach Sing Sing zu verlegen, was jedoch abgelehnt wurde. Dafür wurde Luciano am 12. Mai 1942 von Dannemora in das Meadow Prison in Comstock verlegt, wo der Geheimdienst der Marine diskrete Treffen mit ihm durchführen konnte. Luciano ging auf das Angebot ein; als Gegenleistung verlangte er eine merkliche Reduzierung seiner Haftstrafe. Außerdem bestand er auf absoluter Verschwiegenheit hinsichtlich seiner Mitarbeit, da er vermutlich bereits damit rechnete, auf Grund seiner fehlenden Staatsbürgerschaft später nach Italien abgeschoben zu werden.
Nach dem Weltkrieg leugnete die US-Marine offiziell jegliche Zusammenarbeit mit Luciano, Meyer Lansky oder anderen kriminellen Personen. Eine 1954 durchgeführte offizielle Untersuchung des Untersuchungsrichters des Bundesstaates New York, William B. Herlands, kam zu dem Schluss, dass „Salvatore Lucania“ sowie weitere wichtige Exponenten der Mafia während des Zweiten Weltkriegs aktiv an den militärischen Aktivitäten der USA mitgewirkt hatten. Die Akten wurden teilweise erst 1975 offiziell freigegeben.

### Rückkehr nach Italien

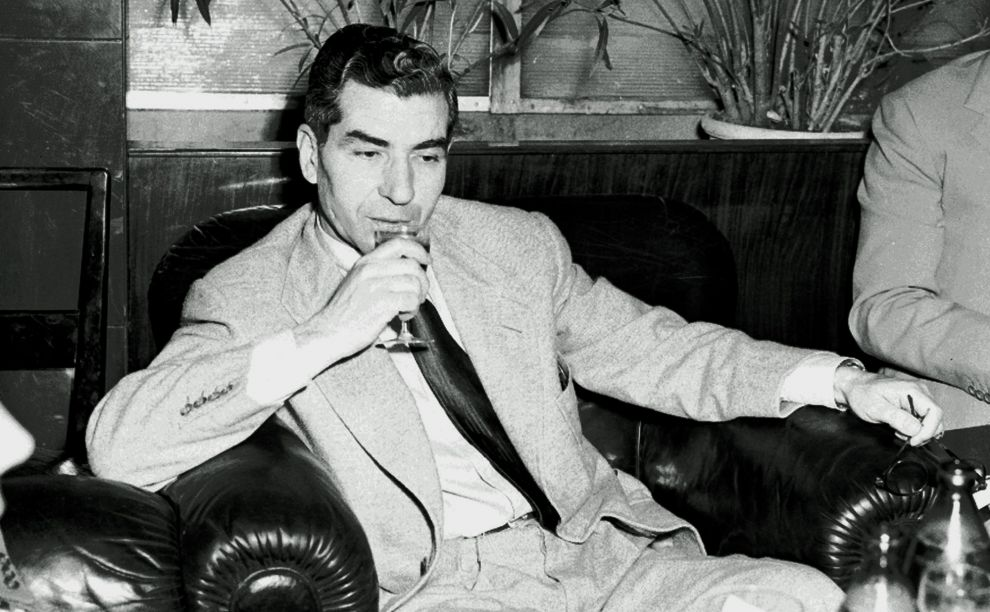
Luciano, 1948 in Rom

Moses Polakoff konnte 1946 bei Gouverneur Thomas E. Dewey die Freilassung Lucianos erreichen. Bereits im Februar 1943 hatte George Wolf – ein weiterer Strafverteidiger von Luciano – Berufung gegen die Höhe der verhängten Strafe eingelegt. Im Jahre 1945 wurde Luciano daraufhin vor einen Begnadigungsausschuss zitiert.
Am 4. Januar 1946 wurde Luciano unter der Bedingung freigelassen, die Vereinigten Staaten zu verlassen. Als er am 8. Februar 1946 auf Pier 7 an Bord seines Schiffes ging, kamen zahlreiche Gäste zu einem Empfang, um ihn zu verabschieden. Am 10. Februar 1946 um 8:50 Uhr legte die SS Laura Keene in Richtung Italien ab.
Die italienischen Behörden untersagten Luciano bei seiner Ankunft, den Großraum Neapel zu verlassen und überwachten auch seine Besucher. Dennoch gelang es ihm, seine Kontakte zu den New Yorker Familien per Telefon aufrechtzuerhalten. Dieser Zeitpunkt wird heute als eigentliche Nachfolge von Frank Costello als Oberhaupt über die später so genannte Genovese-Familie gesehen. Es wird erzählt, dass Luciano es genoss, wenn er in den späten 1940er Jahren während seiner Zugreisen durch Italien auf US-Soldaten traf, von diesen erkannt und fotografiert zu werden und dabei Autogramme zu geben.

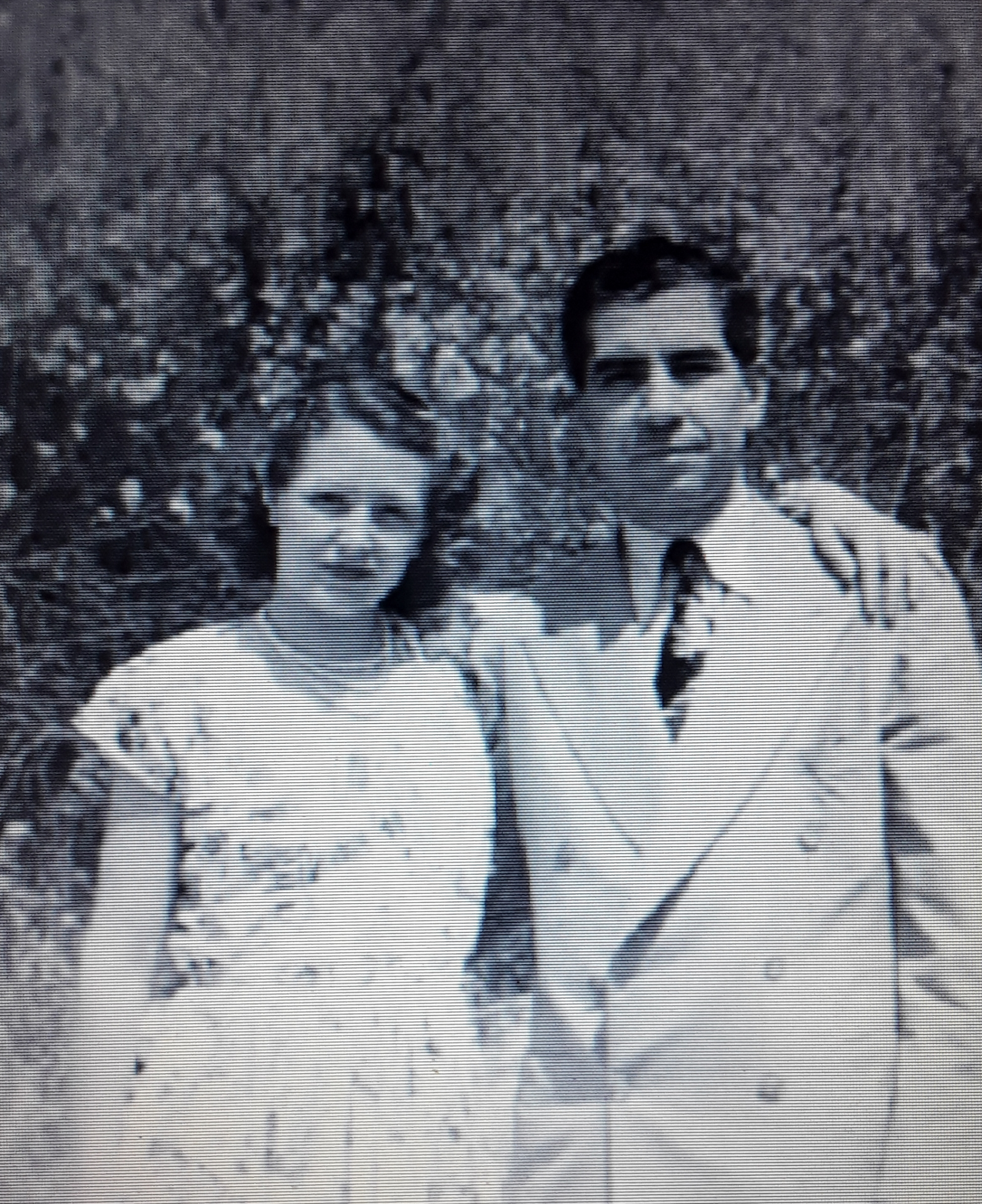
Luciano und Lebensgefährtin Igea Lissoni

1948 oder 1949 heiratete Luciano strittigen Angaben zufolge in der San Domenico Maggiore Kirche in Neapel die zwanzig Jahre jüngere Igea Lissoni. Später lebte das Paar auf Sizilien.
In Sizilien traf Luciano erstmals auf Tommaso Buscetta und begann, diesen zu fördern. Luciano war nun in der Regel auf Kuba anzutreffen, wo Meyer Lansky Anteile am Hotel Nacional in Havanna besaß. Dort fand im Dezember 1946 eine Mafia-Konferenz statt. 1947 musste Luciano Kuba verlassen, da die amerikanische Regierung seine Anwesenheit auf der Insel nicht duldete und Druck auf die kubanische Regierung ausübte, indem sie drohte, Medikamentenlieferungen auszusetzen, bis Luciano das Land verlassen habe. Luciano verließ am 29. März 1947 auf dem türkischen Frachter SS Bakir Kuba und kehrte nach Italien zurück. Er konnte dort auf die Schwarzmarktgeschäfte und den Drogenhandel von Vito Genovese aufbauen, der nach Kriegsende nach New York zurückgekehrt war. So betrieb er bald schon drei exklusive Nachtclubs in Rom. Erst 1954 konnte die Polizei eine Verbindung zu chemischen Fabriken herstellen, die eine halbe Tonne Heroin in die USA exportiert hatten. In dem Prozess im März 1958 wurde Luciano jedoch freigesprochen.
Vom 10. bis 14. Oktober 1957 fand, durch Joseph Bonanno organisiert, ein Treffen zwischen sizilianischen und US-amerikanischen Mafiosi im Grand Hotel des Palmes und im Restaurant Spano in Palermo statt (Palermo-Mafia-Gipfel). Nach anderen Quellen hatten allerdings „Lucky“ Luciano, Genco Russo, Tommaso Buscetta, die Brüder La Barbera und Salvatore „Cichiteddu“ Greco eingeladen und die US-Amerikaner Bonanno, dessen Unterboss Carmine Galante, Vetter Steve Maggadino aus Buffalo und Giovanni „Papa John“ Priziola aus Detroit waren die eingeladenen Gäste. Es wurden Absprachen getroffen, um den größten Drogenhandel mit Heroin aufzuziehen, den es bis dahin gegeben hatte. Zur Befriedung wurde wie in den USA eine „Commission“ aus zwölf Mitgliedern gebildet, deren ersten Vorsitz Salvatore Greco übernahm und nicht einer der von Luciano favorisierten La Barbera-Brüder. Als Ergebnis wurde den Sizilianern erlaubt, ihre Drogen – gegen Zahlung einer Abgabe – in den USA selbst zu vertreiben. Allerdings hielten sich Vito Genovese und Carmine Galante nicht an diese Vereinbarung.
Genovese, der bereits nach der Inhaftierung Lucianos 1936 und vor seiner Flucht 1937 nach Sizilien Oberhaupt bzw. „acting-boss“ der Genovese-Familie gewesen war, hegte Ambitionen, seinen alten Rang als Oberhaupt zurückzubekommen und beauftragte Vincent Gigante mit einem Attentat, bei dem Frank Costello am 2. Mai 1957 einen Streifschuss am Kopf erlitt und sich als Boss zurückzog. Am 25. Oktober 1957 wurde Albert Anastasia, inzwischen Oberhaupt des später als Gambino-Familie klassifizierten Mafia-Clans, ermordet.
Diese Morde hätten eigentlich der Zustimmung der US-amerikanischen „Commission“ bedurft, und so organisierte Genovese am 14. November 1957 ein Treffen des National Crime Syndicate, das sogenannte „Apalachin-Meeting“, um sich diese Zustimmung nachträglich zu besorgen. Außerdem plante Genovese, sich auf dem Apalachin-Meeting zum „Capo di tutti i capi“ ausrufen zu lassen und damit Luciano und Lansky endgültig zu verdrängen. Das Treffen endete in einer Massenverhaftung durch die örtliche Polizei. Meyer Lansky hatte wegen Krankheit an dem Treffen nicht teilgenommen, und später kam die Vermutung auf, er habe das Treffen an die Polizei verraten; außerdem wurde Genovese wenig später im Rahmen einer Rauschgiftoperation der Polizei verhaftet. Auch hier soll ein Tipp eine Rolle gespielt haben; dieser kam, wie Luciano später behauptete, von ihm und Lansky.
Trotzdem wurde immer deutlicher, dass Luciano nicht mehr direkte Befehlsgewalt ausübte. Er hatte sich zu einem kriminellen Geschäftsmann entwickelt, ohne über eigene bewaffnete Kräfte zu verfügen. Als er am 13. November 1950 auf dem Agnano-Rennplatz von Neapel von dem Kleinkriminellen Vittorio Nappi geohrfeigt wurde, konnte er nichts dagegen tun. Allerdings wurde dieser später von der italienischen Cosa Nostra wegen der Ohrfeige als Ehrerbietung an Luciano ermordet, und Lucianos Worte hatten weiterhin Gewicht. Als er herausfand, dass Eugenio Giannini – den er 1942 im Gefängnis kennengelernt und der den Penicillinschmuggel nach Italien und den Heroinschmuggel nach New York City aufgebaut hatte – offenbar ein Pentito war, der ihn nun verraten wollte, führte seine Benachrichtigung darüber in New York City zu dessen Ermordung am 20. September 1952 in Harlem.

### Tod
Am 26. Januar 1962 starb Luciano an einem Herzinfarkt im Aeroporto di Napoli-Capodichino, dem Flughafen von Neapel, als er seinen Biographen abholen wollte. Er wurde auf dem St. John’s Friedhof Queens, New York, begraben, nachdem ein Bundesgericht entschieden hatte, dass ein Begräbnis in amerikanischer Erde nicht verhindert werden könne, da eine Leiche kein Bürger eines Staates mehr sei und somit keiner Einwandererkontrolle oder einem Abschiebungsgesetz unterliege.

## Namensentwicklung – Von Salvatore Lucania zu Lucky Luciano
Lucky Luciano wurde als Salvatore Lucania geboren; aber in seinen späteren US-amerikanischen Pass wurde Luciano eingetragen, und er nahm den englischen Namen Charles an. Über die Entwicklung seines Beinamens Lucky gibt es drei Thesen. Die erste verweist auf einen glücklichen Spielgewinn im Alter von 14 Jahren; die zweite bezieht sich auf das überlebte Attentat von 1929. Allerdings war es zum Zeitpunkt des Attentats bereits üblich, ihn als „Lucky“ Luciano in der Presse zu bezeichnen, was als Widerlegung der zweiten These gelten kann. Es gibt eine dritte These: Da Luciano in einem jüdischen Viertel aufwuchs, wurde sein Name Lucania [luːkaːˈniːa] nicht italienisch gerufen, sondern wandelte sich auf den Straßen der Lower East Side zu einem [ˈlʌk.aːˌniːa], woraus dann das kurze Lucky wurde. Diese letzte These scheint bestechend, da Salvatore auch „Charlie Lucky“ und nicht etwa „Lucky Charlie“ gerufen wurde.

## Dokumentationen, Filme und Filmzitate
•2021: Lansky – Der Pate von Las Vegas:
Luciano gespielt von: Shane McRae
- 2015: The Making of the Mob: New York; ist eine achtteilige Miniserie über zahlreiche New Yorker Mobster der amerikanischen Cosa Nostra und Kosher Nostra. Rich Graff spielt hier Charles „Lucky“ Luciano.
- 2012: Im Netz der Mafia – Die Geheimakten des FBI: Der Reformer: Lucky Luciano; britisches Doku-Drama
- 2010–2014: Boardwalk Empire; Luciano wird von Vincent Piazza dargestellt.
- 1999: Meyer Lansky – Amerikanisches Roulette; Biografie über Lucianos Freund und Geschäftspartner Meyer Lansky; der 17–30 Jahre alte Luciano wird von Paul Sincoff dargestellt, den älteren Luciano verkörpert Anthony LaPaglia.
- 1997: Harlem, N.Y.C. – Der Preis der Macht (OT: Hoodlum) mit Andy García als Lucky Luciano; Der Film handelt vom Machtkampf um die Straßenlotterie (Number-Game) in Harlem.
- 1991: Die wahren Bosse – Ein teuflisches Imperium (OT: Mobsters) mit Patrick Dempsey behandelt den Aufstieg von Charles „Lucky“ Luciano (gespielt von Christian Slater) zum König der New Yorker Unterwelt.
- 1991: Billy Bathgate; US-amerikanischer Film in dem Stanley Tucci Lucky Luciano verkörpert.
- 1984: Cotton Club; Joe Dallesandro spielt in einer Nebenrolle Lucky Luciano
- 1982: Bis zum letzten Schuss (OT: Gangster Wars) zeigt den Aufstieg von Lucky Luciano, Meyer Lansky und „Bugsy“ Siegel.
- 1975: Der Gangsterboss von New York (OT: Lepke) zeigte Luciano in einer Nebenrolle.
- 1973: Francesco Rosi porträtiert mit seinem Film über Lucky Luciano die späten Jahre des Mafioso auf Sizilien bis zu seinem Tod.
- 1972: Die Valachi Papiere; Lucky Luciano wird gespielt von Angelo Infanti.
- 1972: Die Legende um die Ermordung von Joe Masseria im Jahr 1931 war Gegenstand im Film Der Pate: Der fiktive Mafioso Michael Corleone trickste dort seine Gegenspieler durch den Gang in den Waschraum aus.